# Welfi
Welfi (također Guelfi), njemačka velikaška i vladarska dinastija koja je vladala Bavarskom do 1180. godine. Tijekom povijesti članovi obitelji obnašali su dužnosti njemačkih i britanskih kraljeva.

## Podrijetlo
Prvi pouzdani predstavnik starije loze Welfa bio je grof Hwelf iz 9. stoljeća. Njegov sin Konrad I. († 864.), grof Auxerrea, bio je rodonačelnik burgundske kraljevske obitelji. Njegov unuk Rudolf, postao je 888. godine kralj Gornje Burgundije. Njegovi potomci vladali su kraljevstvom do 1032. godine, kada je izumrla burgundska linija Welfa.
Švapska loza obitelji počinje s Welfom I. († prije 876.), koji je vjerojatno bio sin grofa Konrada I. Njegova linija spominje se kasnije tek za grofa Rudolfa II. od Altdorfa († o.990.). Njegov unuk Welf III. († 1055.), koruški vojvoda i veronski markgrof, bio je posljednji muški potomak starije dinastije Welfa.

## Mlađa loza Welfa
Mlađa loza Welfa potječe od dinastije Este, čiji je član, Welf IV. († 1107.) bio nećak po majci vojvode Welfa III. Godine 1070. godine imenovan je za bavarskog vojvodu kao Welf I. Bio je osnivač mlađe loze dinastije Welfa, poznate i kao Welf-Este. Napustio je savez s rimsko-njemačkim carem Henrikom IV. i postao značajan suradnik papinske stranke u Italiji, što je izazvalo nesuglasice između Welfa i Hohenstaufenovaca i prouzročilo sukobe u Italiji, poznate kao sukob gvelfa i gibelina. 
Narušeni odnosi između dvije dinastije, dovele su do obračuna nakon kojeg je 1180. godine njemački car Fridrik I. Barbarossa (1152. [1555.] - 1190.) oduzeo saskom i bavarskom vojvodi Henriku XI. Lavu († 1195.) oba vojvodstva, zbog čega je ovaj bio prisiljen otići u izgnanstvo. Vratio se tri godine kasnije, ali od svojih nekadašnjih velikih posjeda ostao mu je samo Braunschweig jer je Bavarsko Vojvodstvo prešlo pod vlast dinastije Wittelsbach, a Saska je bila podijeljena većinom između Askanijaca i kolnskog nadbiskupa. Unatoč gubitku većine obiteljskih posjeda na kojima se temeljila moć dinastije, Henrikov sin Oton postao je rimsko-njemački kralj 1198. i njemačko-rimski car 1209. godine, što je dodatno zaoštrilo sukob između Welfa i Hohenstaufenovaca. Henrikov stariji sin Henrik uspio je ženidbom zadobiti grofoviju Falačku i pomiriti se s carem Henrikom VI., jer mu je supruga Agneza također bila članica dinastije Hohenstaufen, ali njegova je grana obitelji izumrla u muškoj liniji već 1214. godine.

## Braunschweig i Hannover
Henrikov najmlađi sin bio je Vilim I., gospodar Lüneburga i otac Otona Djeteta († 1252.), za čijeg života je završen sukob između Welfa i Hohenstaufenovaca, nakon što mu je 1235. godine njemački car Fridrik II. predao kneževinu Braunschweig-Lüneburg na upravu.
Mlađi ogranak druge dinastije Welfa je dinastija Hannover čiju su članovi postali knezovi izbornici Svetog Rimskog Carstva 1692. godine, kraljevi Velike Britanije 1714. i kraljevi Hannovera 1814. godine. Godine 1866. izgubili su vlast nad Hannoverom kojeg je anektirala Pruska, ali nešto kasnije su ostvarili vlast nad Braunschweigom, koja je trajala do kraja Prvog svjetskog rata, 1918. godine.
Današnji glavar dinastije Hannovera je Ernst August, suprug princeze Caroline od Monaka.